# Sud Aviation Vautour
Sud Aviation (SNCASO) S.O. 4050 Vautour II là một mẫu máy bay tiêm kích đánh chặn, ném bom và cường kích của Pháp, phát triển bởi Sud Aviation và đựoc sử dụng bởi Không quân Pháp (Armée de l'Air, AAE).

## Biến thể

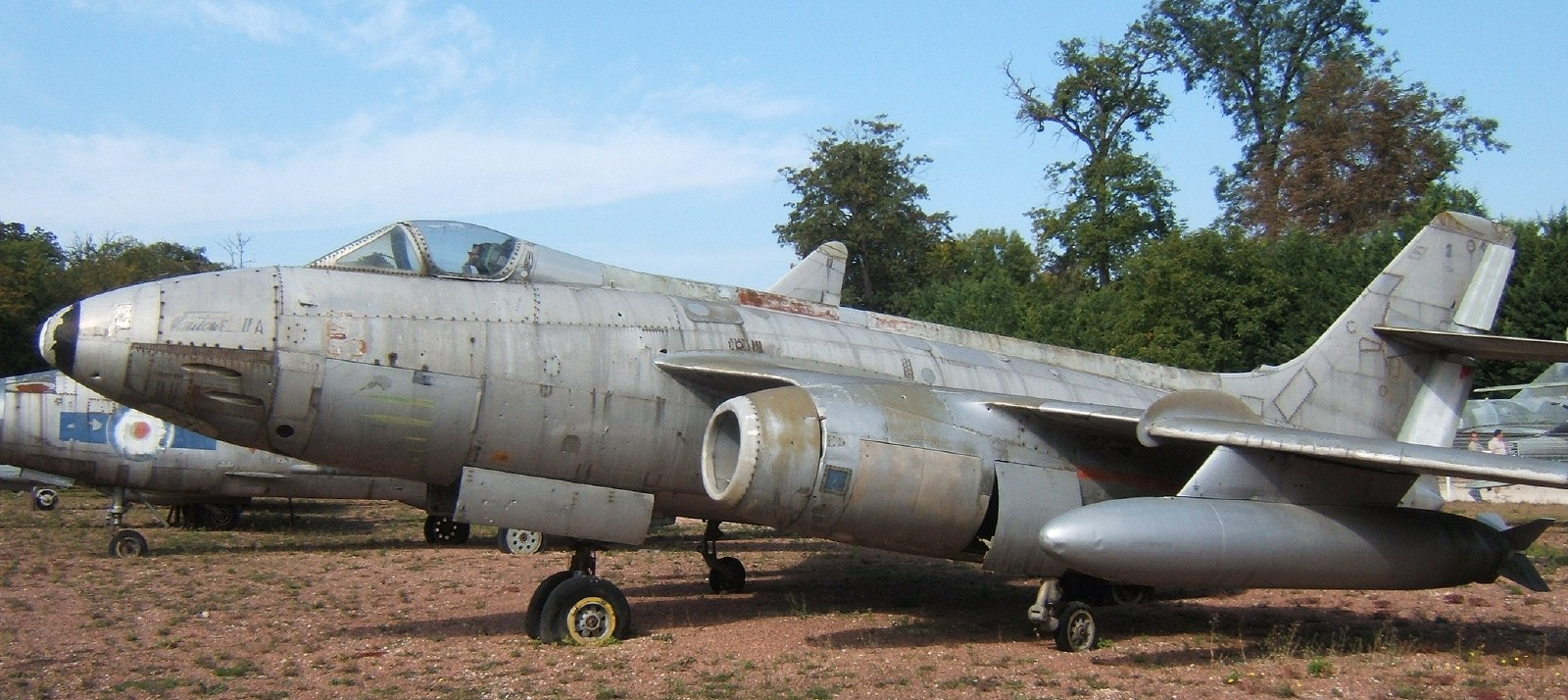
Vautour II A

- S.O. 4050-01: phiên bản tiêm kích thử nghiệm hạng nặng 2 chỗ ngồi, hoạt động trong mọi thời tiết, trang bị 2 động cơ phản lực Atar 101B công suất 23.5 kN (5,291-lb)
- S.O. 4050-02: Phiên bản cường kích thử nghiệm 1 chỗ ngồi , trang bị 2 động cơ phản lực Atar 101D công suất 27.6 kN (6,217-lb).
- S.O. 4050-03: Phiên bản máy bay ném bom thử nghiệm 2 chỗ ngồi, trang bị 2 động cơ phản lực Armstrong Siddeley.
- IIA: Phiên bản cường kích 1 chỗ ngồi, trang bị pháo và 4 giá treo bom và rocket phóng loạt T10 140, T10 151, SNEB 23.
- IIN: Phiên bản đánh chặn 2 chỗ ngồi, trang bị radar DRAC-25AI hoặc DRAC-32AI, trang bị pháo và kèm theo 4 tên lửa không đối không Matra R511 hoặc AA-20 Nord.
- IIB: Phiên bản ném bom 2 chỗ ngồi với 4 giá treo và phần mũi được loại bỏ pháo, thay vào đó là khoang ngắm dành cho hoa tiêu.

### Sản xuất
Tổng cộng có 149 chiếc được chế tạo gồm:
- Mẫu thử: 3
- Mẫu tiền sản xuất: 6
- IIA: 30 (13 cho Pháp, 17 cho Israel)
- IIB: 40 (36 cho Pháp, 4 cho Israel)
- IIN: 70 (63 cho Pháp, 7 cho Israel)

## Quốc gia sử dụng
Pháp

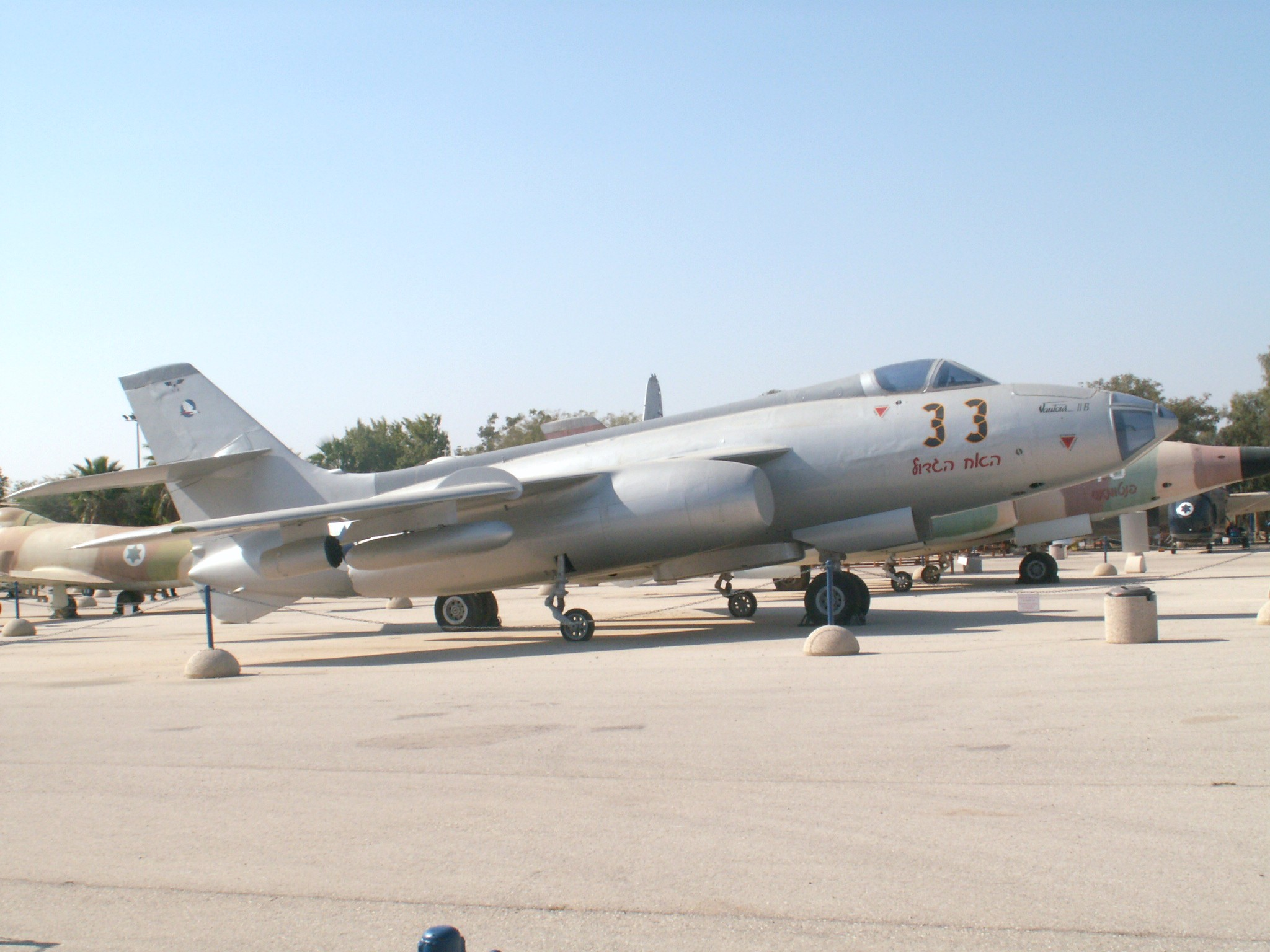
Vautour IIB 33 "Big Brother" tại Bảo tàng Không quân Israel

- Armee de l'Air: 112 chiếc, sử dụng từ năm 1956 tới năm 1978

 Israel
- Không quân Israel: 31 chiếc, sử dụng từ Tháng Năm, 1958 tới Tháng Tư, 1972

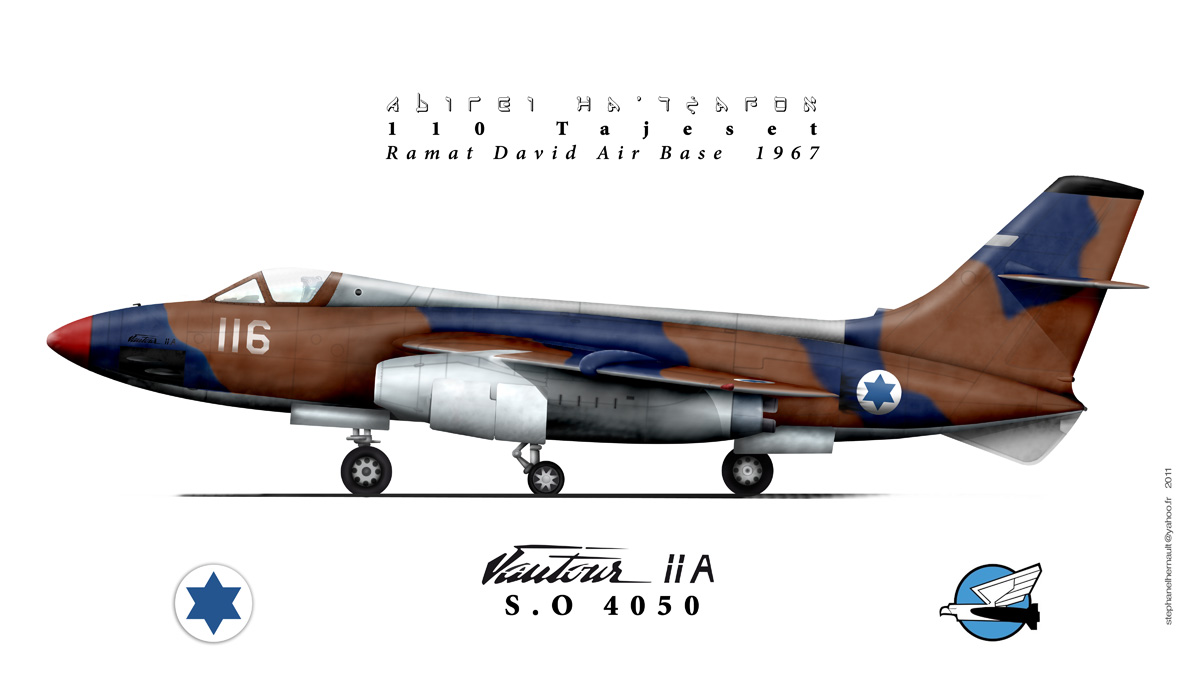
Vautour A
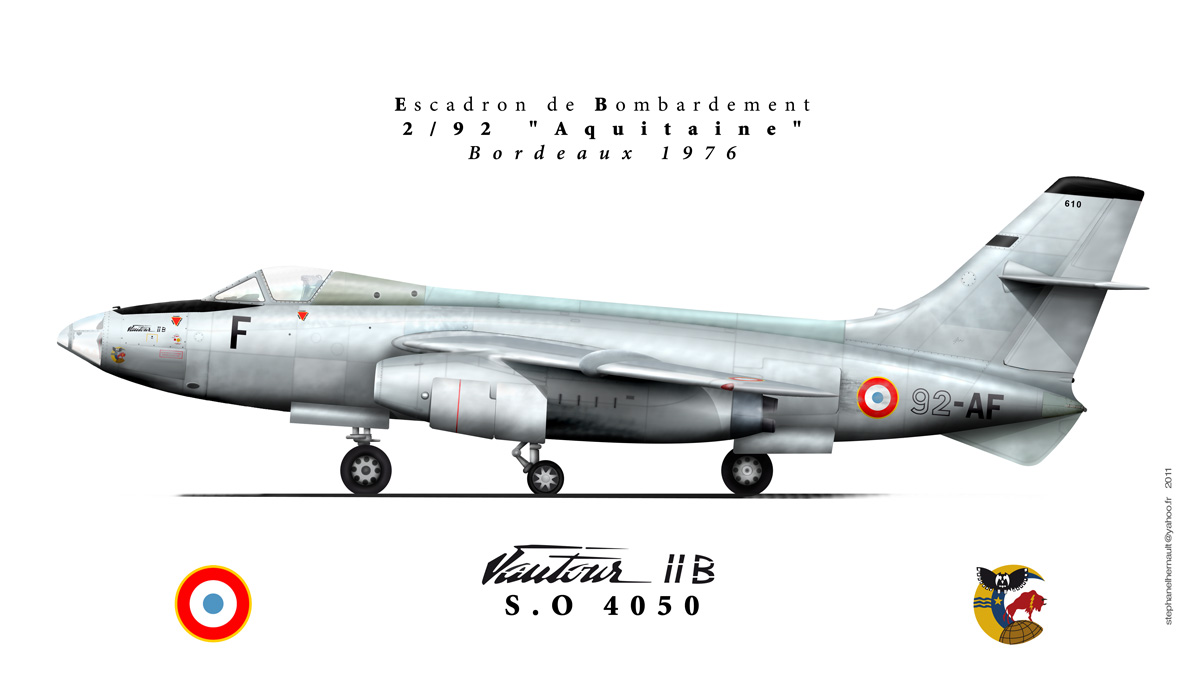
Vautour B
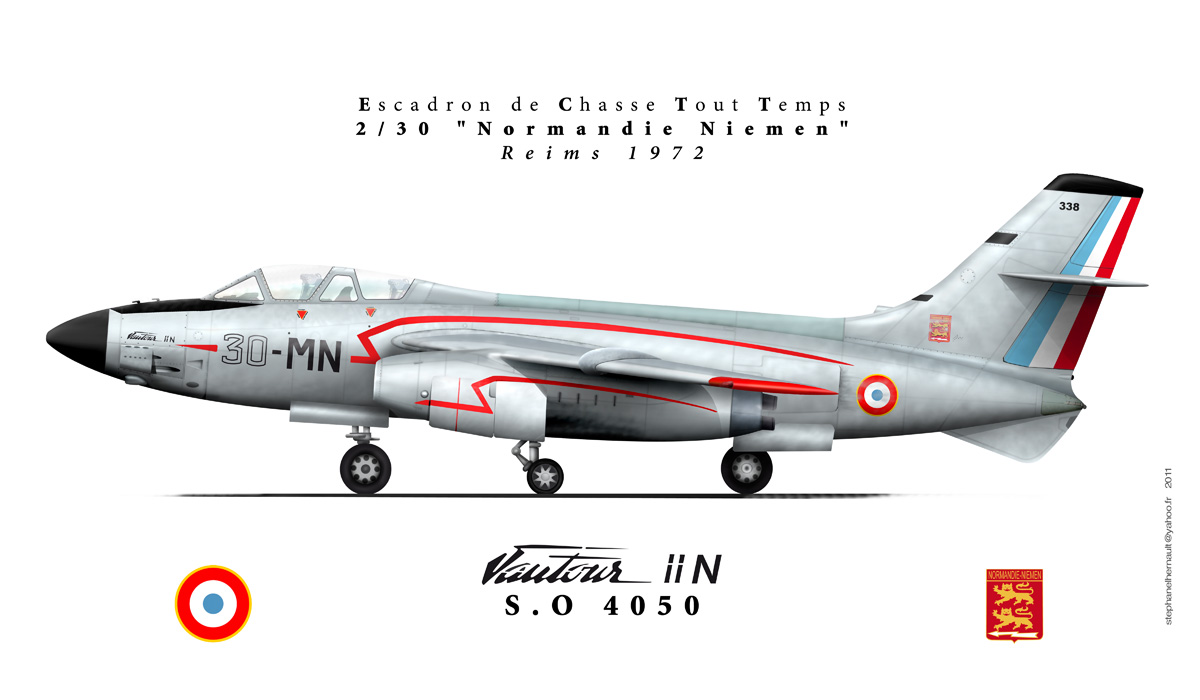
Vautour N

## Tính năng kỹ chiến thuật (Vautour IIA)

Vautour IIN

Đặc điểm tổng quát
- Tổ lái: 1
- Chiều dài: 15,57 m (51 ft 1 in)
- Sải cánh: 15,10 m (49 ft 6,5 in)
- Chiều cao: 4,94 m (16 ft 2,5 in)
- Diện tích cánh: 45 m² (484 ft²)
- Trọng lượng rỗng: 10.000 kg (22.000 lb)
- Trọng lượng có tải: 17.500 kg (38.600 lb)
- Trọng lượng cất cánh tối đa: 21.000 kg (46.300 lb)
- Động cơ: 2 × SNECMA Atar 101E-3 kiểu động cơ tuabin phản lực, 34,3 kN (7.710 lbf)) mỗi chiếc

 Hiệu suất bay 
- Vận tốc cực đại: Mach 0,9, 1.106 km/h (687 mph) trên mực nước biển
- Tầm bay: 5.400 km (3.375 mi)
- Trần bay: 15.200 m (50.000 ft)
- Vận tốc leo cao: 60 m/s (11.820 ft/phút)
- Tải trên cánh: 403 kg/m² (82,6 lb/ft²)
- Lực đẩy/trọng lượng: 0,4

Trang bị vũ khí

- 4x pháo DEFA 551 30mm
- 2.725 kg (6.000 lb) bom và rocket